# Ligny-lès-Aire
Ligny-lès-Aire település Franciaországban, Pas-de-Calais megyében. Lakosainak száma 564 fő (2022. január 1.). Ligny-lès-Aire Estrée-Blanche, Westrehem, Auchy-au-Bois, Febvin-Palfart, Rely és Enquin-lez-Guinegatte községekkel határos.

## Népesség
A település népességének változása:
| Lakosok száma | 618  | 629  | 598  | 582  | 574  | 568  | 563  | 564  |
|               | 2013 | 2015 | 2017 | 2018 | 2019 | 2020 | 2021 | 2022 |